# Fehérvári János
Fehérvári János (Orosháza, 1953. január 8. – 1997. szeptember 15.) magyar labdarúgó, csatár.

## Pályafutása
A Bp. Honvéd csapatában mutatkozott az élvonalban 1972. április 1-jén a Vasas ellen, ahol csapata 5–2-re győzött. 1972 és 1977 között 79 bajnoki mérkőzésen szerepelt kispesti színekben és kilenc gólt szerzett. Egy alkalommal ezüstérmes lett a csapattal. Közben egy idényt a Haladás VSE együttesében játszott. 1977 és 1980 között a Békéscsaba labdarúgója volt. Utolsó mérkőzésen a Zalaegerszegi TE ellen 2–2-es döntetlent játszott csapata.

## Sikerei, díjai
- Magyar bajnokság
  - 2.: 1971–72, 1974–75